# جدعون بواتينغ
جدعون بواتينغ هو لاعب كرة قدم بلجيكي في مركز الهجوم، ولد في 26 أغسطس 1991 في أكرا في غانا. لعب مع رويال أندرلخت.

## وصلات خارجية
- جدعون بواتينغ على موقع الاتحاد البلجيكي (الإنجليزية)
- جدعون بواتينغ على موقع قاعدة بيانات كرة القدم.إي يو (الإنجليزية)
- جدعون بواتينغ على موقع Soccerway.com (الإنجليزية)